# Pluteus
Pluteus Fr., Fl. Scan.: 338 (1836) è un genere di funghi basidiomiceti che fruttificano su legno o residui di vegetali (lignicoli).

## Descrizione
I carpofori sono più o meno carnosi ed hanno taglia da piccola a media, con dimensione variabile da 2 a 20 cm.
Il cappello è facilmente staccabile dal gambo, convesso o campanulato-convesso, a volte umbonato; la cuticola del cappello a volte è asciutta e fibrillosa, in alcune specie liscia e umida; il margine è a volte striato.
Le lamelle sono di colore biancastro tendente al rosa in maturità per il rilascio delle spore, libere dal gambo, fitte.
Il gambo è centrale, liscio o pruinoso, senza anello né volva.
La carne è tenera e fragile, in alcune specie ha odore e sapore rafanoide (P. cervinus).
Le spore sono ovoidali e rosa in massa (rodosporei). Quasi tutte le specie appartenenti al genere non sono velenose (tranne qualche eccezione), ma spesso questi funghi sono considerati di commestibilità scadente, mediocre o discreta.

## Specie diPluteus
La specie tipo è Pluteus cervinus P. Kumm. (1871), altre specie incluse sono:
- Pluteus leoninus (Schff. Fr.) Kummer
- Pluteus murinus Bres.
- Pluteus patricius Quél.
- Pluteus punctipes Orton.
- Pluteus salicinus (Pers.) P. Kumm.
- Pluteus variabilicolor Babos

## Tossicologia
Alcune specie appartenenti a questo genere contengono alcaloidi psilocibinici, come ad esempio il Pluteus salicinus, che provocano effetti allucinogeni; evidenze scientifiche, infatti, hanno dimostrato che questo fungo produce psilocibina e psilocina in quantità pari fino al 0,3-1,1% del peso.